# Каграманов, Каграман Мехтиевич
Каграман Мехтиевич Каграманов — азербайджанский учёный, нейрофизиолог, профессор.

## Биография
Каграманов Каграман родился 26 декабря 1925 года в Зангезуре, Кафанском районе Армянской ССР. В 1952 году с отличием окончил лечебно-профилактический факультет Азербайджанского медицинского института. После окончания института поступил в аспирантуру на кафедру нормальной физиологии. В 1958 году под научным руководством академика АН Азербайджана, профессора А. Караева защитил диссертацию, посвященную проблеме медиаторного механизма интероцептивных рефлекторных реакций.
В 1960—1966 годах работал в Москве в институте нормальной и патологической физиологии АМН СССР. Под руководством академика АМН СССР, лауреата ленинской премии П. К. Анохина 10 февраля 1966 года защитил докторскую диссертацию по теме «О холинергических и адренергических механизмах деятельности головного мозга».
Защитив диссертацию, вернулся в Баку и начал работать в Азербайджанском государственном медицинском институте, где с 1970 по 1991 заведовал кафедрой нормальной физиологии.
Каграман Мехтиевич Каграманов скончался 5 февраля 2006 года в Баку.

## Научно-организационная деятельность
В 1966 году К. Каграмановым была организована первая в СССР лаборатория нейрофизиологии и функциональной нейрохимии, сыгравшая большую роль в развитии функциональной нейрохимии в СССР.
К. Каграманов был одним из редакторов по разделу «Физиология» Большой советской медицинской энциклопедии СССР. Сотрудничал в редакционных советах международных альманахов «Физиологическая кибернетика» (Лондон, Эйнбридж), журнала «Успехи физиологических наук» (орган АН СССР).
К. Каграманов является автором свыше 150 научных публикаций, 3 учебников и множества монографий. Под его руководством было защищено 29 кандидатских и докторских диссертаций.